# Kitüntetés

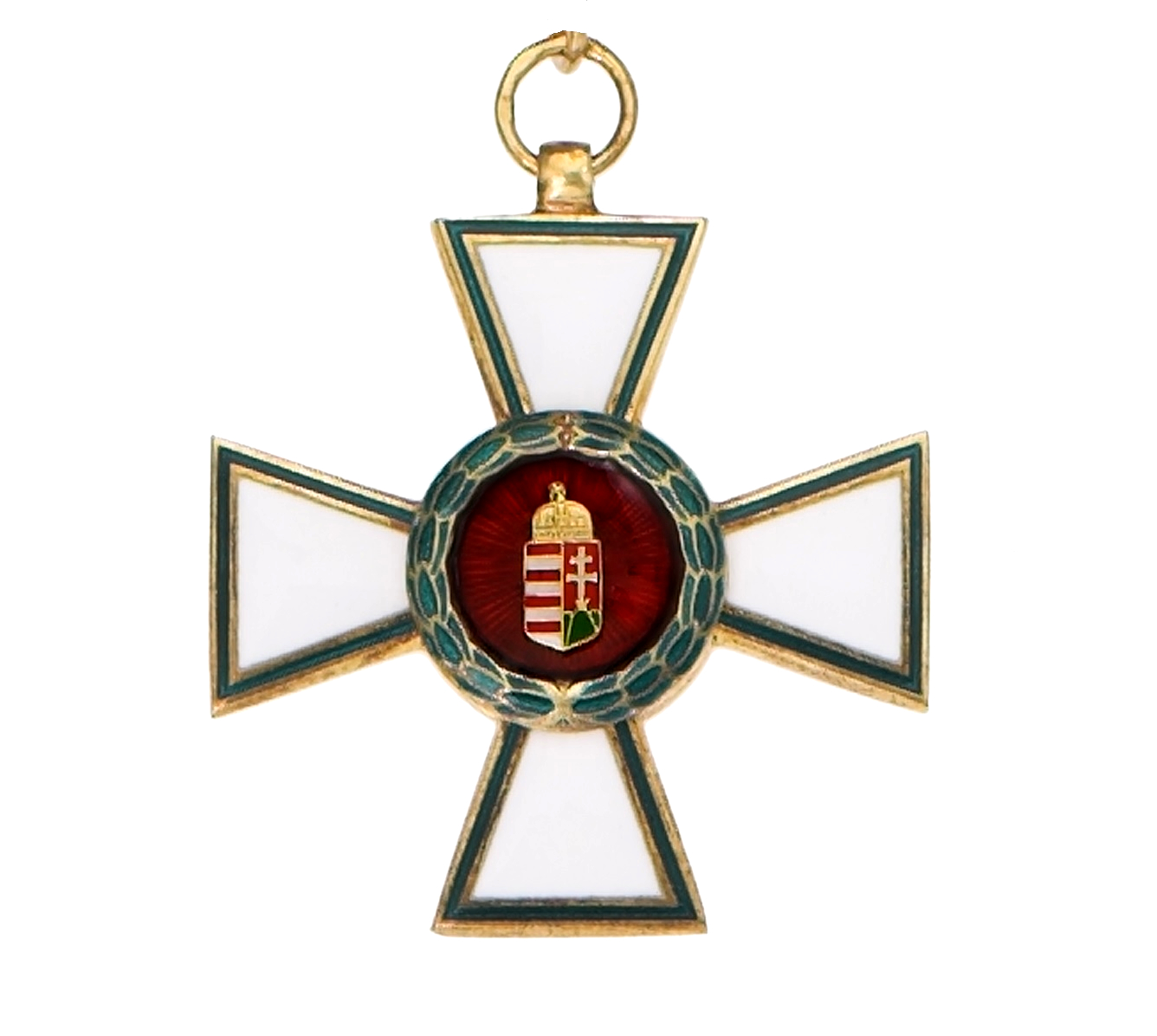
A Magyar Érdemrend jelenkori keresztje, a középpont felé összefutó szárú, fehérzománcos 42 mm átmérőjű görög kereszt (crux immissa)

A kitüntetés általános értelemben minden olyan állami vagy társadalmi megnyilvánulás, amely a kimagasló egyéni vagy közösségi teljesítményt erkölcsi vagy anyagi elismerésben részesíti. Sok évszázados története során kialakultak a kitüntetés sajátos, szűkebb fogalma és formái: az érdemrend, a kitüntető érem, a cím, a díj, a jelvény és a zászló. Szűkebb értelemben kitüntetésnek az elismeréseknek a ruházaton viselhető formáit nevezzük.
A kitüntetések történetének kezdetét az ősi vadásztársadalmak trófeáiból lehet levezetni, amikor a vadászcsoportok az elejtett állat trófeáját a legsikeresebb vadásznak adták. Később az embercsoportok egymás elleni hadakozásai, háborúi során a hadizsákmányból a harcosok a teljesítményük arányában részesültek, és ennek viselhető elemeit büszkén hordták. Az ókori, középkori, újkori társadalmak kialakították a kitüntetések egyre bonyolultabb rendszerét.
A 20. századtól az uralkodói, állami (katonai és civil) kitüntetések mellett egyre gyakoribbá váltak a polgári eredetű, szervezetek, alapítványok vagy személyek által kezdeményezett és adományozott, gyakran nemzetközi díjak is. Az egyik legismertebb ilyen a nemzetközi tudományos díj, a Nobel-díj. Az Oscar-díj pedig túlnyomórészt nemzeti, az Amerikai Egyesült Államok művészeit jutalmazza.
A kitüntetés adományozásakor általában a társadalmi megbecsülés jele, bár a történelem során ismételten gyakorlattá vált, hogy azokat megfelelő adományokkal meg is lehetett vásárolni. A kitüntetések erkölcsi értéküket a társadalmi körülmények, értékrendszerek, politikai kurzusok változásával el is veszthetik, azonban történelmi emlékként továbbra is tanúskodnak korukról, adományozójuk szándékáról, megalkotóiknak iparművészeti képességeiről.

## A kitüntetések története

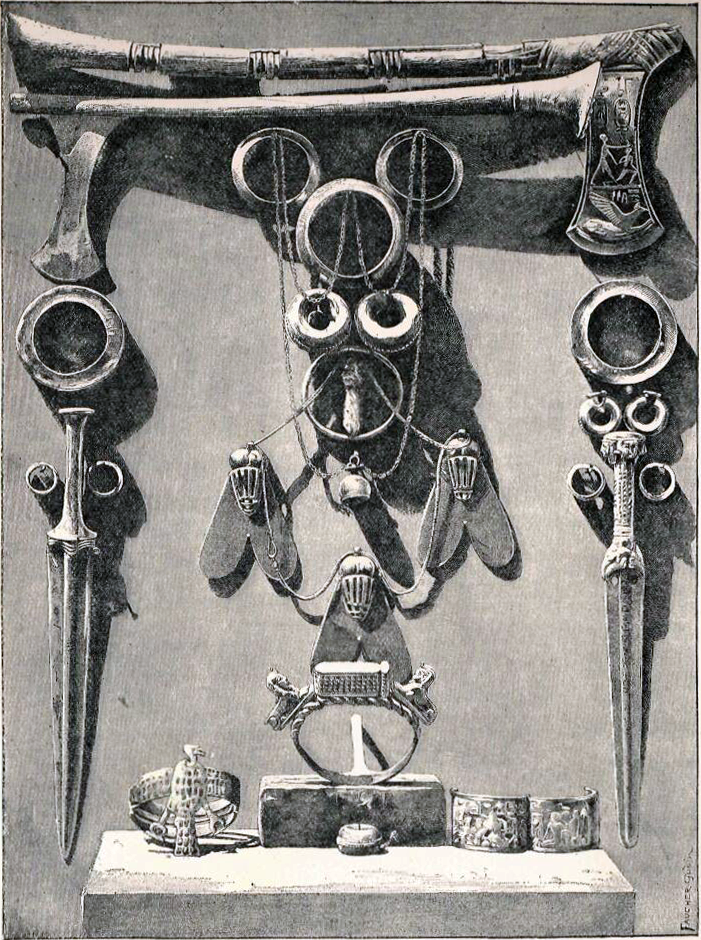
I. Ahhotep egyiptomi királynő sírmelléklete: a lánc a három léggyel egy korabeli katonai kitüntetést, a Bátorság Aranyát jelképezi

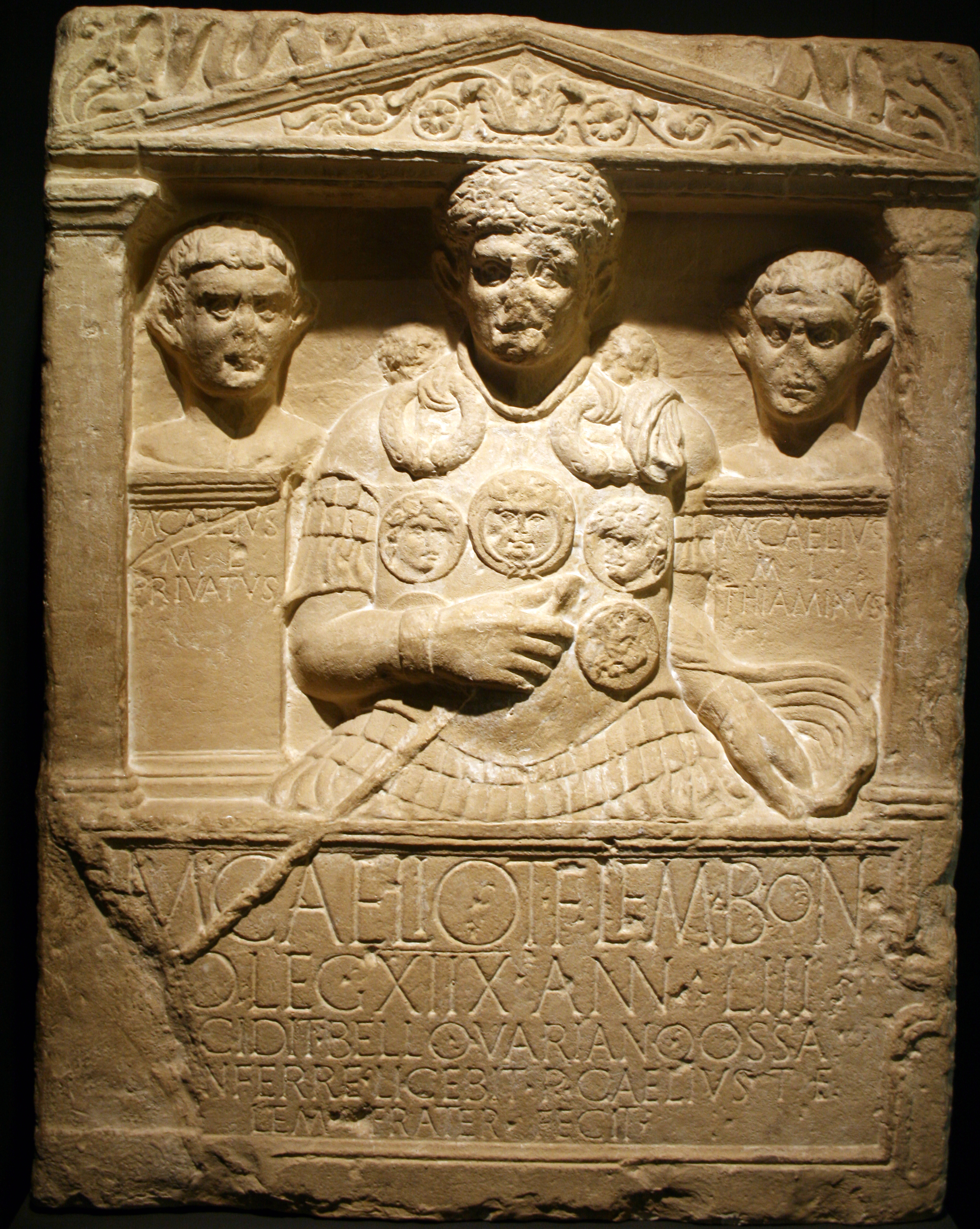
Marcus Caelius epitáfiuma a bátorságáért kapott kitüntetésekkel teljes díszben mutatja a centuriót (Öt Phalerae a mellpáncélon, a vállról függő szalagokon két Torques, Armillák a karokon és a Corona civica a fején

Már jóval a modern kitüntetések megjelenése előtt számos kultúrában megjelentek a hordható kitüntető jelzések annak érdekében, hogy a közösség megismerhesse viselőjük érdemeit. A vadászok és nomádok a sikeres vadászatok után a trófeákkal (állatfogak, karmok, tollak, szőrmék) díszítették magukat. A kitüntetések másik előképe a fejre helyezett virágkoszorú. Ez játékos díszből vált az elismerés jelévé, amit szentnek tartott növények leveleiből fontak, majd aranyból készült korona lett belőle.

### Ókor
Az Egyiptomi óbirodalom idején már hagyomány volt, hogy az arra érdemessé vált hivatalnokok és katonák jutalmul személyesen a fáraótól aranyat kaptak, mégpedig viselhető formában mint karperec, nyakék vagy lánc. A kutatók különbséget tesznek az „elismerés aranya” és a „bátorság aranya” között; az elsőt a polgári szolgálatokért, a másodikat a katonai tettekért lehetett elnyerni. Az újbirodalom idejéből a polgári sírokban is megtalálhatók a fáraó által átnyújtott kitüntetések ábrázolásai. Ezeken a fáraó megjelenik az erre a célra szolgáló ablakban és átnyújtja a lent álló hivatalnoknak az elismerés aranyát. A katonai dicsőséget a csata után az ellenfél katonáiról levágott és az írnokok által összeszámlált és lajstromba vett karok vagy nemi szervek alapján állapították meg. A trófeák elnyerőit fegyverekkel, tollakkal, ékszerekkel, hadifoglyokkal, ruhákkal vagy földbirtokkal jutalmazták. Különös jelentősége van e szempontból annak a bátorsági kitüntetésnek, amely egy 60 cm körüli aranyláncon függő három stilizált legyet ábrázol. (A légy az egyiptomiaknál a bátorság és kitartás jelképe volt.)
Az egyiptomi kitüntetések rendszeréről sok ismeretet közvetítenek Jahmeszpennehbet Nehebben (Eileithüaszpolisz, ma el-Káb) megtalált önéletrajzi feljegyzései, amelyek részletes listákat tartalmaznak a korabeli kitüntetésekről.
Egy sajátos kitüntetés mód:

„Annak az embernek, akit a király ki akar tüntetni, hozzanak királyi öltözetet, amilyenbe a király szokott öltözni, meg lovat, amilyenen a király szokott lovagolni, és tegyenek a fejére királyi koronát. Adják át az öltönyt és a lovat az egyik királyi nemes úrnak. Öltöztessék föl azt az embert, akit a király ki akar tüntetni, lovagoltassák végig a város terén, és ezt kiáltsák előtte: Így tesznek azzal az emberrel, akit a király ki akar tüntetni.”

– Eszter könyve 6:7-9

A falerisztikával foglalkozó tudósok általában a görög–római kortól számítják a kitüntetések intézményes rendszerének kialakulását. Feltételezik, hogy ez a gyakorlat a hadizsákmány elosztásának ősi rendszeréből fejlődött ki. Az antik görög világban az első katonai kitüntetések neve „ta falara“ volt (τά φάλαρα; kör- vagy félhold alakú nemesfém bevonatú plakett, eredetileg a harci lovak szügyére), amiből Rómában a „phalera“ kifejezés alakult ki. Ebből ered e tudományág elnevezése is. A gyalogos katonák díszfegyvereket, lándzsákat és pajzsokat, vagy ivókupákat kaphattak hősiességük elismeréseképpen. A rómaiak a katonai kitüntetések (dona militaria) számos formáját alakították ki, köztük a sokféle koszorú (corona obsidionalis graminea, corona civica, corona vallaris, corona muralis), valamint a kelták által kedvelt nyakperec (torques) viselését is.
Az ókori Athénben kialakult az a szokás, hogy a polgárok a városállamnak tett szolgálataikért, adományaikért kitüntetést kaptak. Ez eredetileg babérkoszorú volt, amit később már aranyból készítettek. Az olümpiai játékok során sem csak a győztes versenyzők kaptak babérkoszorút, hanem polgárok is, akik az adott időszakban kitűntek a közügyek terén. A babérkoszorúk mellett teljesítményüket más módokon is honorálhatták: közhírré tették azt kikiáltó révén, ünnepi lakomákat rendeztek tiszteletükre, feliratokat készítettek, szobrokat, sőt diadalíveket állítottak nekik.

### Középkor
Szélesebb értelemben véve kitüntetéseknek is értékelhetjük azokat az adományokat, amelyekre az egész hűbéri társadalom rendszere épült. A hűbérúr, uralkodó által az egyes alattvalók kiemelkedő tetteiért adott nemesi címek és birtokadományok jelentették az egész feudalizmus alapját. A nemesség és a földek a jobbágyokkal együtt örökölhetőek voltak, de – különösen a korai hűbériség idején – gyakran előfordult, hogy ezeket az uralkodók vissza is vonták, amennyiben az illető elvesztette a jóindulatukat.
Az öltözeten viselt, alapesetben nem örökölhető kitüntetések története a középkorban a lovagrendek létrejöttével folytatódott.

#### Egyházi lovagrendek

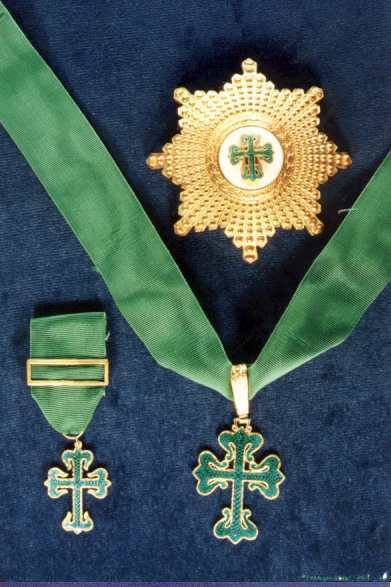
A portugál Avis lovagrend története 1162-ig, a mórok elleni küzdelemre nyúlik vissza. Az akkor létrejött lovagi közösséget négy évvel később I. Alfonz portugál király lovagrendnek ismerte el. 1789-ben I. Mária portugál királynő szekularizálta a lovagrendet és egy háromosztályú katonai érdemrenddé alakította át. A ma is fennálló érdemrend 1928 óta öt osztályból áll

A rendek története a nyugati kultúrában, a korai középkorban a katolikus egyházi közösségek létrejöttével kezdődött. A keresztes háborúk szükségletei hívták életre a szerzetesrendek után az egyházi lovagrendeket. Nevüket a latin ordo (sor, rend) szóból nyerték. Az egyházi lovagrendek fő jelképe mindig a kereszt volt, amit az adott rendre jellemző különleges formában alkalmaztak.
Az első rend, a Máltai lovagrend kialakulása jól mutatja az egyházi szervezet átnövését katonai jellegű lovagrenddé, az egyházi vonások megőrzésével.

#### Világi lovagrendek
A keresztes háborúk sikertelensége nyomán az egyházi lovagrendek háttérbe szorultak. A 14. századtól azonban több európai feudális uralkodó fedezte fel a maga számára a lovagrendek nyújtotta lehetőségeket híveik megjutalmazására és hűségük biztosítására. Az első világi lovagrendet, a Szent György Lovagrendet Károly Róbert alapította Magyarországon 1326-ban. A nemzetközileg jobban ismert és elsőnek tekintett Térdszalagrendet 1348-ban alapította III. Eduárd angol király, amit az Annunziata-rend (1362, VI. Amadé savoyai gróf), majd az Aranygyapjas rend (1429, III. Fülöp burgundi herceg) és a dán Elefánt-rend (1462, I. Keresztély dán–svéd–norvég uralkodó) követett.
Az abszolutizmus térhódításával, a 17–18. században alakultak ki a világi lovagrendek külön formái, a házi lovagrendek. Ezzel a kitüntetések öncélúvá váltak, hiszen eleinte a házi lovagrendek egyetlen kitüntetettje maga az uralkodó, majd közeli családtagjai voltak, ezért lovagi közösségről ebben az esetben nem beszélhetünk. Később ezeket a kitüntetéseket megkapták az uralkodó leghívebb emberei is, és így az érdemrend irányába fejlődött. Többször korábbi lovagrendeket újítottak meg az uralkodók házi lovagrend formájában, mint a Hubertus-rend esetében, amit eredetileg Gerhard von Jülich-Berg alapított 1444-ben, majd Johann Wilhelm von der Pfalz újított meg 1708-ban házi rend formájában. A Szent András-rend Nagy Péter házi rendje volt.

### Újkor

#### Érdemrendek
Az abszolutizmus keretén belül a polgárság erősödő szerepe megteremtette az igényt a nemcsak az arisztokrácia számára, hanem szélesebb körben is adományozható kitüntetésekre, amelyekkel – csakúgy, mint az „új” nemesi címek adományozásával – erősíteni lehetett a hatalom bázisát a polgárság körében is.

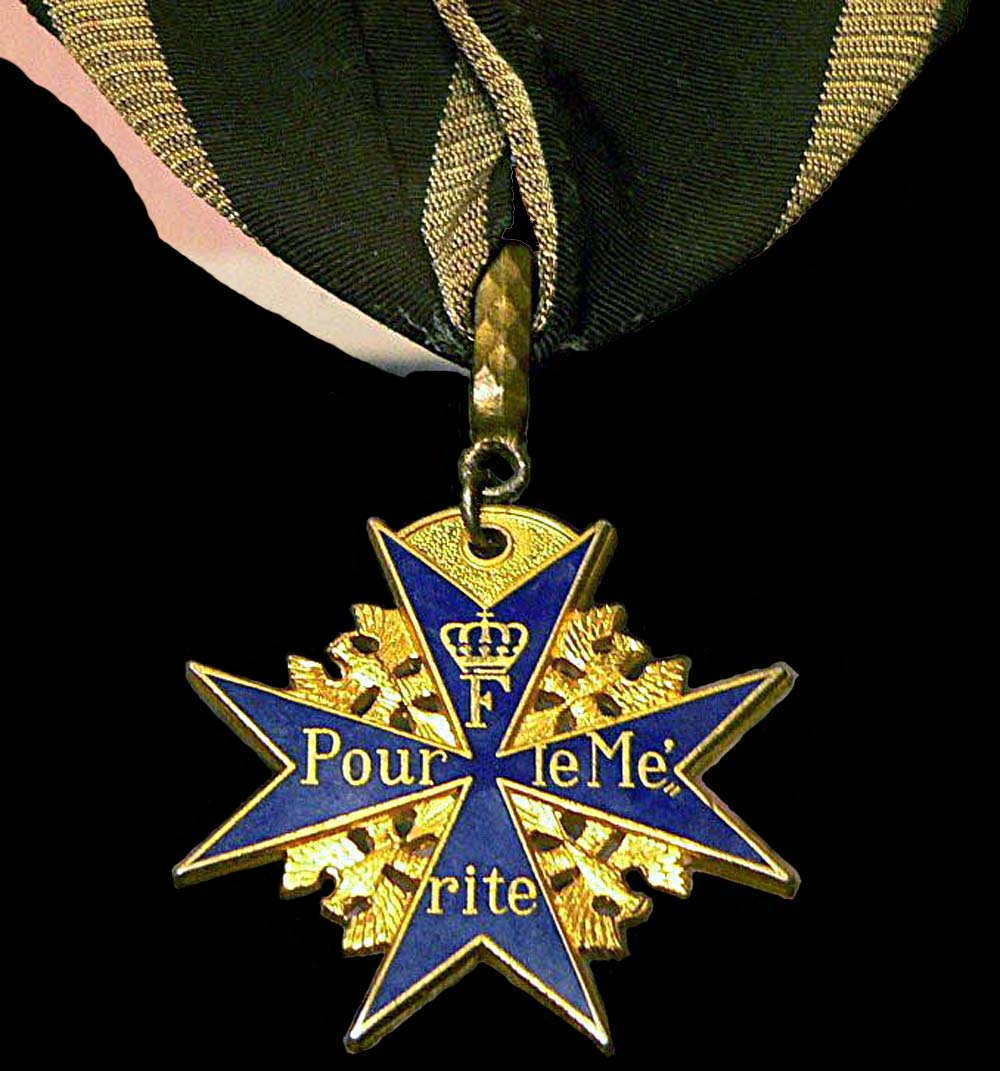
A Pour le Mérite, a modern érdemrendek klasszikusa

A klasszikus érdemrendek kialakulásának folyamatát jól mutatja a porosz Pour le Mérite története, melyet Nagy Frigyes saját házi rendjeként alapított 1740-ben, mindössze egy kategóriával és alapszabály nélkül. 1798-ban a rend hivatalos kategóriája „érdemrend” (Verdienstorden) lett. III. Frigyes Vilmos porosz király a kitüntetések reformja keretében 1810-ben ezt az elismerési formát tisztán katonai érdemrenddé alakította át, de még megmaradt a „rend”, mint a kitüntetettek közösségének fikciója. Az első világháború után, II. Vilmos német császár lemondásával az érdemrend története véget ért, formálisan feloszlott. Azonban az 1810 óta az érdemrenddel járó rendszeres juttatás fennmaradt a még élő kitüntetettek számára, még a Német Szövetségi Köztársaság is folyósította azt. Az érdemrend utolsó birtokosa, Ernst Jünger 1998-ban halt meg 103 éves korában.

#### Érdemérmek
Már a 16. században megkezdődött az a gyakorlat, hogy győztes csaták, békekötések, dinasztikus események alkalmából emlékérmeket vertek. A hadvezérek ilyen érmeket kezdtek adományozni a harcokban kitűnt katonáknak is. Ebből alakultak ki később a már kimondottan a katonák kitüntetésére adományozandó érdemérmek, emlékérmek, amiket a ruhán viselhető formában készítettek. Ugyancsak divattá vált az uralkodók arcképét ábrázoló arany, ezüst jutalomérmek adományozása, esetleg az uralkodó zománcképét tartalmazó, ékkövekkel díszített medalion.

#### Becsületrend
A francia forradalom után a győztes polgárság radikálisan szakított a monarchista tradíciókkal, és ezek keretében a korábbi rendjeleket is eltörölte. Csakhamar azonban az új hatalom is szükségét érezte egy kitüntetési rendszer kialakításának. Ennek legjelentősebb eleme a Napóleon által 1802-ben alapított Becsületrend lett.
A francia becsületrend hatására más államokban is létrehozták ezt a típusú kitüntetést, például az Egyesült Államokban a
Medal of Honor (Becsület érdemérem) kialakítására is hatással volt. Magyarországon a 2011. évi CCII. törvénnyel alapították meg a Magyar Becsület Rendet.

## Egyházi kitüntetések

### A „Pro Ecclesia et Pontifice” érdemkereszt
XIII. Leó pápa 1888-ban, aranymiséje alkalmából alapította a „Pro Ecclesia et Pontifice” érdemkeresztet. Elnevezésének megfelelően az egyház, illetve a pápa iránt érdemeket szerzett, 45 év feletti egyházi és világi személyiségek elismerését szolgálja. Eredetileg három fokozata volt (arany-ezüst-bronz), azonban Szent X. Piusz pápa óta csak egyetlen (az arany) fokozata van. Alakja kezdetben liliomokkal díszített végű görög kereszt volt, és rajta az uralkodó pápa képe, illetve a pápai jelvény, vörös alapon fehér-sárga rendszalaggal. VI. Pál pápa 1973-ban modernebb formájú keresztre változtatta, amin a pápa képmása helyett immár Szent Péter és Pál alakja látható, és sárga-fehér rendszalagon viselik. Magyarországon számos jeles személyiség kapta meg a kitüntetést; köztük: Ripka Ferenc Budapest egykori főpolgármestere, Stampay János, tanár, iskolaigazgató, kántor, író, Szlezák László, harangöntő, gróf Zichy Lujza, a pécsi oltáregyesület elnöknője, őrgróf Pallavicini Edéné székelyi Majláth Etelka, csillagkereszteshölgy, gróf Zichy Istvánné Szőgyényi Marich Júlia, Lenz József, kereskedelmi tanácsos, nagykereskedő, a nyékládházi római katolikus templom építtetője és adományozója.

## A magyarországi kitüntetések története
Anonymus a Gesta Hungarorumban beszámol néhány uralkodói jutalmazásról is a honfoglalás idejéből. Bár az általa leírt tények történeti hitelessége kétséges, a gyakorlat maga valószínűleg jellemző, ha nem is a honfoglalás idejére, de inkább a 12. századi magyarországi korai hűbéri birtokadományozási szokásokra.
Anonymus szerint például Árpád vezér nagy földeket adományozott Ketelnek a Duna mellett, vagy Borsnak a későbbi Borsod vármegye területén. Csanád István királytól kapta meg az általa legyőzött Ajtony vezér birtokainak egy részét. A gesta egy más fordítása, a latin szöveg más értelmezése szerint Csanád Ajtony (Ohtum) feleségét is megkapta jutalmul.
A birtokadományokkal együtt később gyakorivá vált a kitüntető nemesítés is. IV. Béla például egyik királyi halászát és jutalmazta nemesi címmel és birtokkal azért, mert őt „a tengerpartra követte és ott hű szolgálatokat tett”. Emellett a rangosabb alattvalók kimagasló haditetteiért díszes fegyvereket, edényeket, ékszereket, ruhákat is adományoztak királyaink.
A keresztes háborúk nyomán terjedt el Európában és nálunk is a lovagi kultúra és az ezzel együtt járó címerviselés. Kitüntetésnek számított, ha a király egy lovagjának címert vagy címertartozékot adományozott; ezt általában oklevéllel erősítették meg. A ránk maradt egyik legelső ilyen oklevélben Károly Róbert a zólyomi ispánt feljogosította, hogy címeres pajzsát, sisakdíszét és zászlóját arany színnel vonja be. ami által az egyébként három liliomot ábrázoló címer hasonlatossá vált a királyi címerhez. A 15. században egy ideig a címer mellé arany sisakkoronát is kitüntetésképpen adományoztak az uralkodók, de ennek viselése később általánossá vált.
A nemzetközileg első világi lovagrendet Károly Róbert alapította Magyarországon 1326-ban Szent György Lovagrend néven. A későbbi magyar irodalomban felbukkanó legendák I. István illetve Nagy Lajos által alapított lovagrendekről történelmileg nem igazolhatóak. (Az egyházi lovagrendek közül a templomosok, johanniták már a 12. században megtelepedtek Magyarországon, őket követte a II. András magyar király által behívott és Erdélyben, a kunok elleni határvédelem érdekeire hivatkozva letelepített Német Lovagrend.)
Zsigmond magyar király alapította a következő magyar rendet, a Sárkány Lovagrendet. Ezzel elsősorban politikai céljai voltak, sok távolléte miatt az ország leghatalmasabb uraival kötött szövetséggel kívánta biztosítani magyarországi hatalmát. Később már maga is egyre inkább kitüntetésnek tekintette a rend adományozását, amit nem csak főurak kaphattak meg. Azonban lényegében a Sárkány-rend is csak alig élte túl alapítóját.
V. László magyar király is folytatta a birtokok, kitüntető címek és címerek adományozásának gyakorlatát. Hunyadi Jánosnak más jutalmak mellett kiegészítette a családi hollós címerét egy fehér mezőben festett vörös oroszlánnal, amely koronát akar rabolni. Mátyás király koronázása alkalmából „többeket lovaggá ütött, s arany nyaklánccal vagy bíbor köpennyel ajándékozta meg őket”.
A török elleni harcok sajátos kitüntetési formája volt a katonanemesítés. A végvári katonák egyénileg vagy csoportosan kaphattak nemesi rangot. Alkalmanként egész falvak részesültek ebben a jutalomban, és így megszabadultak a földesúri szolgáltatások alól. Hasonló szerepe volt a hajdú-szabadság megadásának is. A katonanemesítés a Rákóczi-szabadságharc alatt is folytatódott, erre példa Esze Tamás is.
Rákóczi a nagyszombati jezsuita napló feljegyzései szerint a győrvári csata után a tisztek számára vitézi érdemrendekül szolgáló arany érmeket adományozott, a katonákat pedig ezüstpénz-jutalomban részesítette. A fejedelem érmeit – az ő előzetes tervei alapján – Warou Dániel, a körmöcbányai pénzverő svéd származású, akkoriban hazánkban élő vésnöke készítette.

### Magyarországi kitüntetések a Habsburg-birodalomban

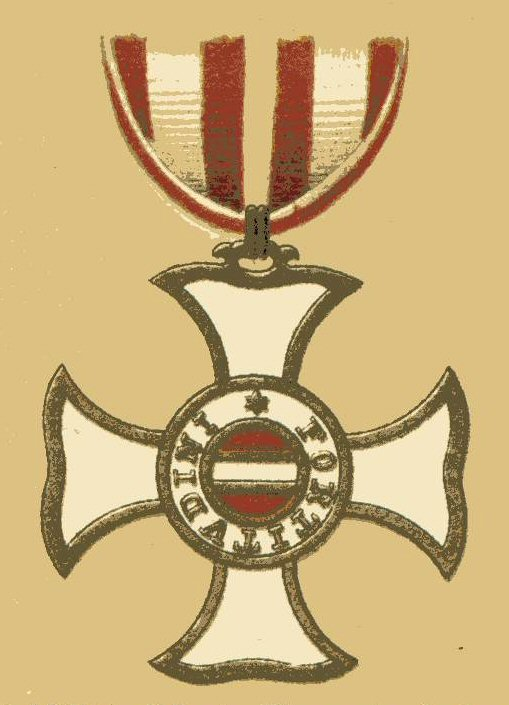
A Katonai Mária Terézia-rend

A Habsburg-uralom idején Magyarországon is teljes egészében a birodalom területén érvényes kitüntetési rendszer volt érvényben. Még 1668-ban alapította meg III. Ferdinánd özvegye, Gonzaga Eleonóra királyné a Csillagkeresztes Rendet, amelynek Magyarországról is olyan hölgyek lehettek tagjai, akik apa és anyai ágon is hetedíziglen nemesek voltak, és ezt férjükről is igazolni tudták.
A 17. század végén fejeződött be az Aranygyapjas rendért folytatott küzdelem, addig ugyanis a Habsburgok spanyol ágának kihalása után a spanyol trónt elfoglaló Bourbonok és az Ausztriai-ház egyaránt a magáénak tekintette azt. Végül 1700 után ez a házi rend két ágra szakadt és azt mindkét uralkodó család egyaránt használta. A rendet megkapta Zrínyi Miklós horvát bán, a költő és hadvezér is. Rákóczi közismert, Mányoki Ádám festette portréján maga is viseli az Aranygyapjas rendet. Ez azonban a spanyol változat, amelyet Rákóczi XIV. Lajos francia király kezdeményezésére kapott meg 1708-ban a spanyol királytól.
A 18. században a Habsburg uralkodók több olyan kitüntetést alapítottak, amelyek a magyar kitüntetések történetében később kiemelt szerepet kaptak. A Katonai Mária Terézia-rendet a magyar huszárok segítségével kivívott osztrák győzelem, az 1757-es kolíni csata emlékére alapította Mária Terézia magyar királynő. A rend nagykeresztjét az elsők között kapta meg gróf Nádasdy Ferenc lovassági tábornok és gróf Hadik András altábornagy. A Katonai Mária Terézia Rendnek „demokratikus” vonásai voltak, megszerzéséhez nem volt szükség nemesi ősökre, de csak tisztek kaphatták, „rendkívül jeles” katonai érdemek esetén. A rend elnyerése nemesi vagy bárói címmel és anyagi juttatással is járt. Igen magasra értékelt, ritka kitüntetés volt: alapításától az első világháború végéig a rendnek mindössze 1069 tagja volt. Az 1848–49-es forradalom és szabadságharc leverői közül megkapta Windischgrätz, Jellasics és Haynau is.
A Szent István-rendet is Mária Terézia alapította a magyaroknak tett gesztusként, magyar szimbólumokkal, kizárólag nemesek számára. Nagymesteri méltósága „mindenkor a magyar koronával vagyon egybeköttetve”. Elsősorban magas hivatalok betöltői kaphatták a korona iránti hűségükért. Három osztálya volt, és a rendnek egyszerre csak 100 tagja lehetett. A nagykereszteseknek négy nemesi őst kellett bizonyítaniuk, az alacsonyabb rangúaknak kevesebb is elegendő volt. A nagykereszt valóságos belső titkos tanácsosi, a középkereszt királyi tanácsosi címmel járt. A lovagkeresztesek kérvényükre – a szokásos díj lefizetése nélkül – bárói rangot kaphattak. A rend tagjainak magyaros rendi öltözékük volt, jelvényét a magyar címer elemeiből és színeiből alkották meg. A rend külföldi birtokosai között volt Napóleon és nevelt fia, Eugène de Beauharnais, Itália alkirálya is, akiket I. Ferenc osztrák császár tüntetett ki, de megkapta az orosz cár hadügyminisztere 1849-ben és Haynau is 1850-ben.
II. József magyar király hozta létre a hadsereg altisztjei és legénysége számára a katonai Érdempénzt, amit később Vitézségi Éremnek neveztek át. Eredeti neve is mutatja, hogy közvetlenül fejlődött ki a korábbi egyszerű pénzjutalmakból. A később három fokozatúvá fejlesztett kitüntetés érméjét mindig az uralkodó arcképe díszítette, és olyan népszerűvé vált a hadseregben, hogy 1917-ben a tisztek kérésére IV. Károly magyar király számukra is bevezette egy változatát.
Érdekes a története a Vaskorona-rendnek, amelyet I. Napóleon francia császár alapított, római királlyá koronázásának emlékére (Vaskorona-rend), egy ősi lombard jelképből, Lombardia Vaskoronájából. Napóleon bukása után Ferenc osztrák császár politikai okokból némi változtatásokkal megtartotta, és az így osztrák, majd osztrák-magyar kitüntetésként élt tovább.

### Az 1848–49-es magyar szabadságharc kitüntetései
Az Országos Honvédelmi Bizottmány már 1848 őszén elkészíttette egy magyar Katonai Érdemrend tervét, amit 1849. március 2-án alapítottak meg „az olly annyira szorongatott haza érdekében”. A háborús körülmények miatt csak ideiglenes érmeket adományoztak azzal, hogy azokat később díszesebbekre cserélik. A három fokozatú kitüntetés harmadosztálya tömegkitüntetéssé vált; tábornokok és közkatonák egyaránt büszkén viselték a vörös szalagos ezüst koszorút. Az arra érdemessé vált alakulatok testületileg kapták meg, és a zászlójukra tűzték a kitüntetést. Az első osztályú csillagát Görgei Artúr Budavár visszavételéért, Bem József Erdély felszabadításáért kapta meg, ennek egy példánya megtekinthető a Hadtörténeti Intézet és Múzeum gyűjteményében.
A Katonai Érdemrend harmadik fokozatának tervezett díszesebb változatát az emigrációban többen elkészíttették és viselték. Ezek közül is eljutott néhány példány múzeumainkba.
A szabadságharc idején is gondolt a kormány a polgári érdemekre is; ezek elismerésére egy Általános Érdemrendet alapítottak, amit azonban csak néhány alkalommal adományoztak.

### Az önkényuralom és a dualizmus elismerései

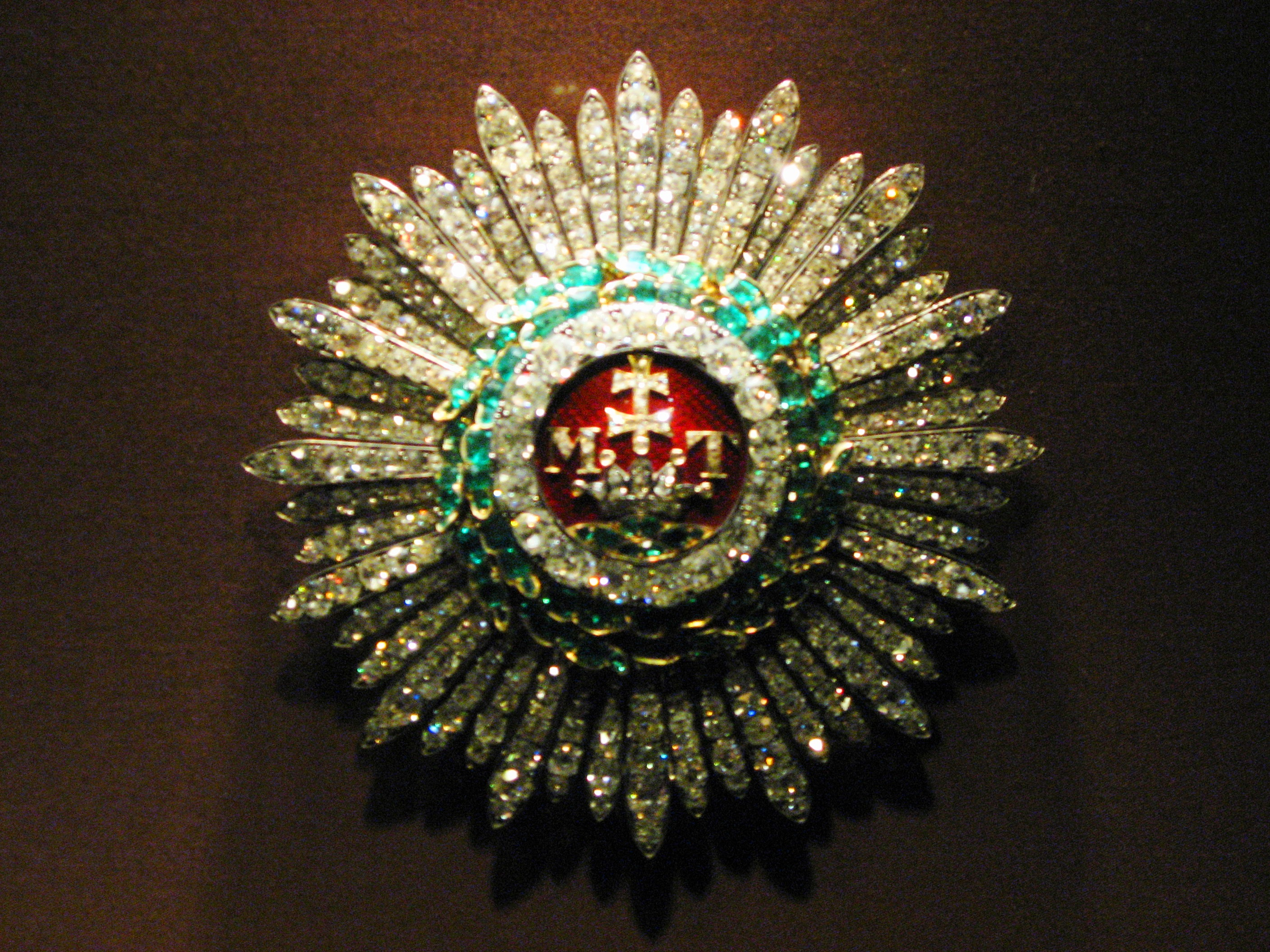
A Szent István-rend csillaga a bécsi Schatzkammerben

Ferenc József nemcsak a korábbi magas rendjeleket, így a Szent István-rendet használta fel a szabadságharc leverésében kitűnt személyek megjutalmazására, hanem új kitüntetéseket is alapított, így a Katonai Érdemkeresztet és a Ferenc József-rendet – trónra lépésének első évfordulóján. Később, az Osztrák–Magyar Monarchia alatt a Ferenc József-rend egyre több gyáros, kereskedő is megkapta, ami jól mutatta a társadalom kapitalizálódását. Többek között: Mechwart András (1834–1907), gépészmérnök, a magyarországi villamosipar elindítója, pósfai Horváth János (1839–1923) a MÁV-gépgyár igazgatóhelyettese, Asboth Emil (1854–1935), a Ganz és Társa-Danubius Rt. vezérigazgatója, Lenz János Nepomuk (1843–1913) budapesti nagykereskedő, a Lenz testvérek cég társtulajdonosa, Topits Alajos József (1855–1926) a „Topits József Fia Első Magyar Gőztésztagyár” tulajdonosa, az Országos Ipar Tanács tagja.
A kiegyezés alkalmával gróf Andrássy Gyula (politikus, 1823–1890) magyar miniszterelnök megkapta a Szent István-rend nagykeresztjét. Arany János azonban, aki néhány évvel korábban írta meg A Walesi bárdok című balladáját, kimérten udvarias levélben kitért a számára felajánlott kitüntetés elfogadása elől.
A nemzetközi trendekkel összhangban Ferenc József hosszú uralkodása alatt számtalan új kitüntetést, rendjelet alapított, és azokat nagy számban osztogatta. 1887-ben már a magyar kultúra kiválóságai, többek között Benczúr Gyula, Fraknói Vilmos, Beöthy Zsolt, Eötvös Loránd, Goldmark Károly, Zichy Géza, Schulek Frigyes, Szinyei Merse Pál, Herczeg Ferenc is elfogadták a Cs. és kir. osztrák-magyar Díszjelvény művészetért és tudományokért nevű kitüntetést.
Ferenc József alapította sok más között a Signum Laudis néven ismertté vált Katonai Érdemérmet, valamint felesége emlékére az Erzsébet-rendet.
A millennium idején még tömegesebb kitüntetésekre került sor. Krúdy Gyula így írt a kitüntetésekért folyó hajszáról: „Szinte beláthatatlan azok sora, akik királyi kitüntetésre várnak az ünnep alkalmából… Mintha minden magyar ember valamely érdemkeresztre várakozna, mert az ezredik esztendőt megérte.” Sokan anyagi áldozatokra is hajlandók voltak az áhított kitüntetés megszerzéséért. A Szent István-rend, a Lipót-rend, a Vaskorona-rend elnyerésekor az I. osztály 300, a II. 150, a III. általában 50 aranyba került. „Különös uralkodói kegy” esetében azonban nem kellett fizetni. Az 1914-ben alapított Vöröskereszt Díszjelvényt is meg lehetett vásárolni, de itt a bevétel minden bizonnyal a Vöröskereszt céljait szolgálta.
A monarchia utolsó országos ünnepségén, IV. Károly magyar király koronázásán aranysarkantyús vitézeket is avattak. A ceremónia eredete nem teljesen tisztázott; az országgyűlési naplók feljegyzéseiben 1563 óta szerepel az aranysarkantyús vitézek lajstroma. Addig ezzel a hagyományosan a magyar királyi koronázásokkor adományozott címmel jelvény nem járt, bár ezt többször kérelmezték az érintettek. IV. Károly koronázáskor kaptak első és egyben utolsó alkalommal díszjelvényt az aranysarkantyús vitézek; a Szent István-rend szalagján, nyakban viselhették a kitüntetettek, többnyire a legnagyobb magyar arisztokrata családok (Bethlen, Cziráky, Esterházy, Festetics, Károlyi, Mailáth, Teleki, Zichy, Andrássy, Széchényi grófok) frontot járt tagjai.

### A Tanácsköztársaság
1919 márciusában a Forradalmi Kormányzótanács rendeletileg közhírré tette: „A Magyarországi Tanácsköztársaságban nincs nemesség, rang és cím, nincsenek rendjelek, érdemrendek és más hasonló kitüntetések”.
A Magyarországi Tanácsköztársaság önvédelmi harcai azonban hamarosan megteremtették a szükségességét egy katonai elismerés kialakításának. A Hadügyi Népbiztosság erre vonatkozóan körrendeletet bocsátott ki 1919. június 14-én, de ennek végrehajtására már nem volt idő.

### A Horthy-korszak

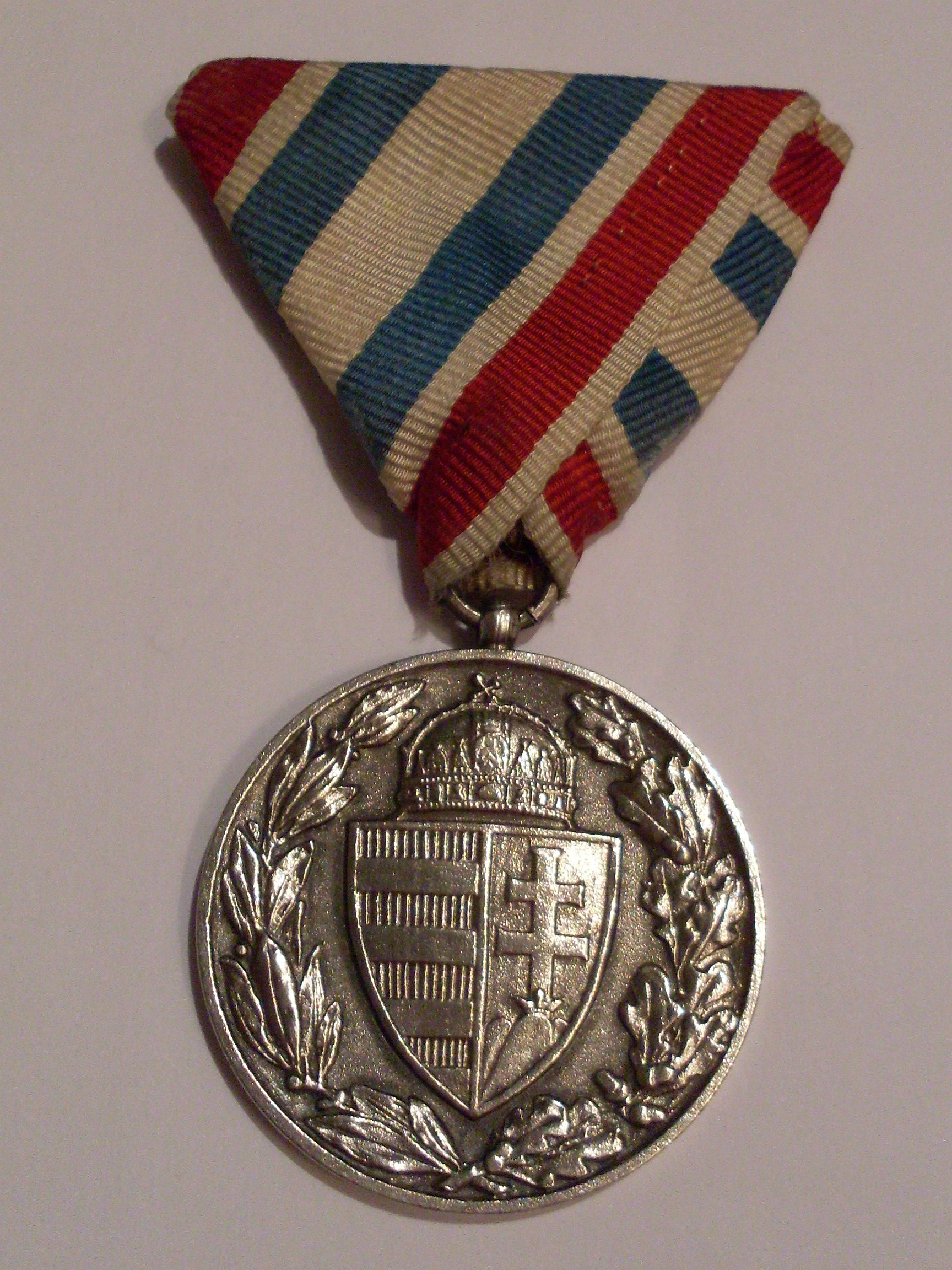
Az 1929-ben alapított Magyar Háborús Emlékérem

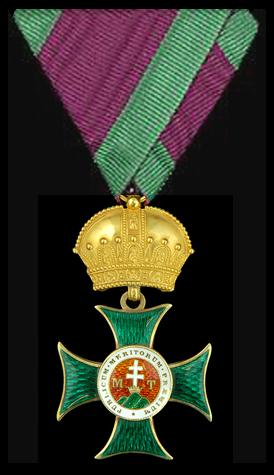
A Magyar Királyi Szent István-rend lovagkeresztje

Horthy Miklós hatalomra jutásakor Magyarország államformája királyság volt. A kormányzó elméletileg csak ideiglenesen gyakorolta az államfői tisztet az 1920. évi I. tc. értelmében. Ugyanez a törvény rendelkezett arról is, hogy a kormányzó nemességet nem adományozhat és a főkegyúri jogokat nem gyakorolhatja. Az évszázados gyakorlat szerint a kitüntetések, különösen az érdemrendek alapítási és adományozási joga szorosan összefüggött a nemesség adományozásával, de a szóban forgó törvény erre nem tért ki. Ez némi bizonytalanságot okozott, és Horthy – királypárti ellenzéke miatt – sokáig nagy önmérsékletet tanúsított a kitüntetések terén. A közbeeső megoldást a Vitézi Rend alapításával találta meg. Sokatmondó, hogy az eredetileg javasolt „vitézi rend” elnevezés helyett a minisztertanács a „vitézi szervezet” vagy „intézmény” elnevezést javasolta, és csak évek múlva tértek vissza a „rend” kifejezés alkalmazásához.
A Vitézi Rend tagjai jelvényt viseltek, szervezeteiket a Vitézi Szék foglalta keretbe. A rend főkapitánya Horthy Miklós volt. A szervezet meglehetősen „demokratikus” volt, nem csak a tiszti elit vagy vagyonosak lehettek tagjai, köztük sok volt a korábbi sorállományú katona is. Az alapításától 1943-ig terjedő időszakban az összesen 23 000 vitéz és vitézicím-várományos közül 16 000 a legénységi állományból került ki. A szervezet így jól szolgálta az ellenforradalmi rendszer politikáját. Fő célja az volt, hogy „minden rendfelforgató forradalmi törekvéssel szemben legyen a magyar társadalomnak olyan rétege, amelynek éberségén, becsületességén és a magyar múlt vitézi példáihoz ragaszkodó vitézségén megtörjék minden, a magyar nemzet ellen belülről jövő acsarkodás”.
Az ellenforradalmi rendszer stabilizálódásának eredményeképpen 1923 végén már megalapították az első érdemrend-jellegű új kitüntetést, aminek a neve Magyar Érdemkereszt és Érdemérem lett. A kitüntetés célja volt a rendszer társadalmi bázisának szélesítése is, ezért munkások részére is adományozták. Első kitüntetettje (az V. osztályt kapta meg) sem arisztokrata vagy más magas rangú személy, hanem Prókay György, a Diósgyőri Vas- és Acélgyár főgépésze volt, aki egy tűzeset során sikerrel óvta meg az állami vagyont. A kitüntetés nagykeresztjét Horthy elsőként Bethlen István miniszterelnöknek adományozta, másodikként pedig Csernoch János hercegprímás kapta meg, 50 éves jubileuma alkalmából. A rendszer további konszolidációját, a kormányzói hatalom korlátainak jelentéktelenedését mutatta, hogy a Magyar Érdemkeresztet 1935-ben Magyar Érdemrenddé „léptették elő”.
1929-ben alapították a Magyar Háborús Emlékérmet, amit megkapott Paul von Hindenburg és II. Vilmos német császár is. A kitüntetésnek két változata létezik: az egyiket az első világháború idején frontszolgálatot teljesítő katonáknak adományozták (a kitüntetés első oldalán a címer alatt kardokkal), a másikat a hátországban a sebesültek ellátásában és ápolásában közreműködő polgári személyeknek.
1930-ban Horthy Miklós megalapította a Magyar Corvin-lánc, Koszorú és Díszérem elnevezésű kitüntetést „a magyar tudomány, irodalom, művészet és közművelődés fellendítése” érdekében. Bartók Béla nem fogadta el a neki ítélt Corvin-Koszorút. 1940-ben viszont III. Viktor Emánuel olasz király a Corvin-lánc aranycsillaggal ékesített aranyjelvényét kapta.
Mivel a Szent István-rend alapszabálya kimondta, hogy nagymesteri címe elválaszthatatlan a magyar koronától, a rend értékeit, jelvényeit, irattárát 1922-ben Bécsből Budapestre szállították. Horthy azonban csak 1940-ben érezte alkalmasnak az időt, hogy a rend nagymesterévé nyilvánítva magát, megkezdje annak adományozását. 1940-ben gróf Teleki Pál miniszterelnök, 1944-ben pedig Serédi Jusztinián hercegprímás kapta meg a rend nagykeresztjét.
A Katonai Mária Terézia-rend kancellárját IV. Károly magyar király lemondásakor felhatalmazta arra, hogy őt a nagymesteri tisztségben helyettesítse. Ezért a rend vezetői Bécsben folytatták működésüket, és utólagos királyi jóváhagyás reményében kitüntetéseket is adományoztak, bár a köztársasági osztrák kormány 1919-ben hivatalosan megszüntette a rendet, és a magyar vonatkozású rendjelek egy részét átadta Magyarországnak. Horthy már 1924-ben utasítást adott arra, hogy történészek dolgozzák ki a rend magyar voltának bizonyítását. Ezt végül arra alapozták, hogy annak alapításakor, 1757-ben Mária Terézia legmagasabb rangja a magyar királyi rang volt, ennél az osztrák főhercegi címe alacsonyabb. Ezért 1931-ben Horthy és a minisztertanács a Katonai Mária Terézia-rendet magyar rendnek és alapítványnak ismerte el. A háború közeledtével, 1938-ban Horthy magára öltötte a rend nagymesteri címét is. A felújított Katonai Mária Terézia-rend adományozása mindössze egyszer került sor: Oszlányi Kornél vezérőrnagy, a Donnál elpusztult Magyar 2. hadsereg egyik hadosztályának parancsnoka kapta meg.
Az „országgyarapítás” nyomán hozták létre a Felvidéki, Erdélyi és Délvidéki emlékérmeket. 1941 novemberében jelent meg a négy fokozatú Tűzkereszt, mint kimondottan harctéri kitüntetés. Ennek alapszabálya kimondta, hogy azt zsidók nem kaphatják meg.
Horthy a nemzetközi szokásoknak megfelelően a szövetségesek vezetői számára is gyakran adományozott magas kitüntetéseket. Ő is megkapta a Német Sasrend arany nagykeresztjét 1939-ben.

### Nyilas uralom
A nyilas hatalomátvétel után Szálasi Ferenc a harci szellem erősítése érdekében rendeletet adott ki a kitüntetések adományozásának felgyorsításáról. Ennek értelmében a korábbi „katonátlan, erkölcstelen” rendszer helyett 24, de legkésőbb 48 óra alatt el kellett intézni a kitüntetési ügyeket. Szálasi Németország győzelme és a hungarista állam megvalósulása esetére négy, egyenként 6–6 fokozatú érdemrendből álló kitüntető rendszer, valamint Hungarista Tudományos Nagydíj alapítását is tervbe vette.

### A második világháború után
Az új magyar kormány honvédelmi minisztere már 1945. március 1-jén betiltotta a Szálasi-rendszer által adományozott kitüntetéseket, majd március 15-én a német és olasz katonai kitüntetések viselését is. Később az ellenforradalmi rendszer más kitüntetései is hasonló sorsa jutottak. A Magyar Köztársaság 1947. évi IV. törvénye eltörölte a nemesi rangokat, a nemesi előnév, címerek és jelvények használatát, és betiltotta a vitéz cím alkalmazását is.
Az új, köztársasági kitüntetések (Kossuth Érdemrend, Magyar Szabadság Érdemrend) azonban csak rövid ideig éltek. 1949-ben, a Magyar Népköztársaság létrejöttekor a korábbi, a köztársaságra utaló kitüntetéseket adományozását meg kellett szüntetni, de viselhetők maradtak.

### A Magyar Népköztársaság kitüntetései

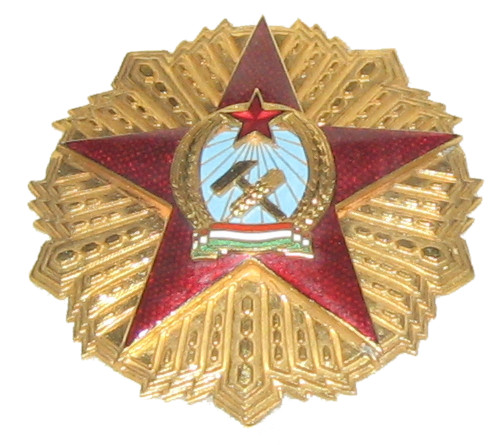
A Magyar Népköztársaság Érdemrendje

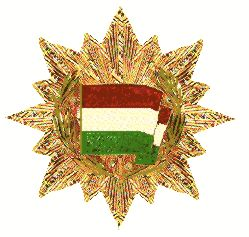
A Magyar Népköztársaság Zászlórendje

1949 után Magyarországon is kiépült a szocialista országokra jellemző, rengeteg kitüntetésből álló rendszer, amely az úgynevezett erkölcsi elismeréssel akarta pótolni az elvileg is elutasított anyagi ösztönzést. Az 1953-ban teljesen átalakított magyar kitüntetési rendszer a rendszerváltásig a szocialista országok között is a leghívebben követte a Szovjetunió kitüntetési rendszerét. A legmagasabb kitüntetés így a Szocialista Munka Hőse kitüntető cím adományozása volt. Az ezzel egyenrangú, A Magyar Népköztársaság Hőse címet csak 1979-ben, az első magyar űrrepüléssel összefüggésben hozták létre. Kitüntetéseket alapítottak a gazdaság egyes ágazataiba is.

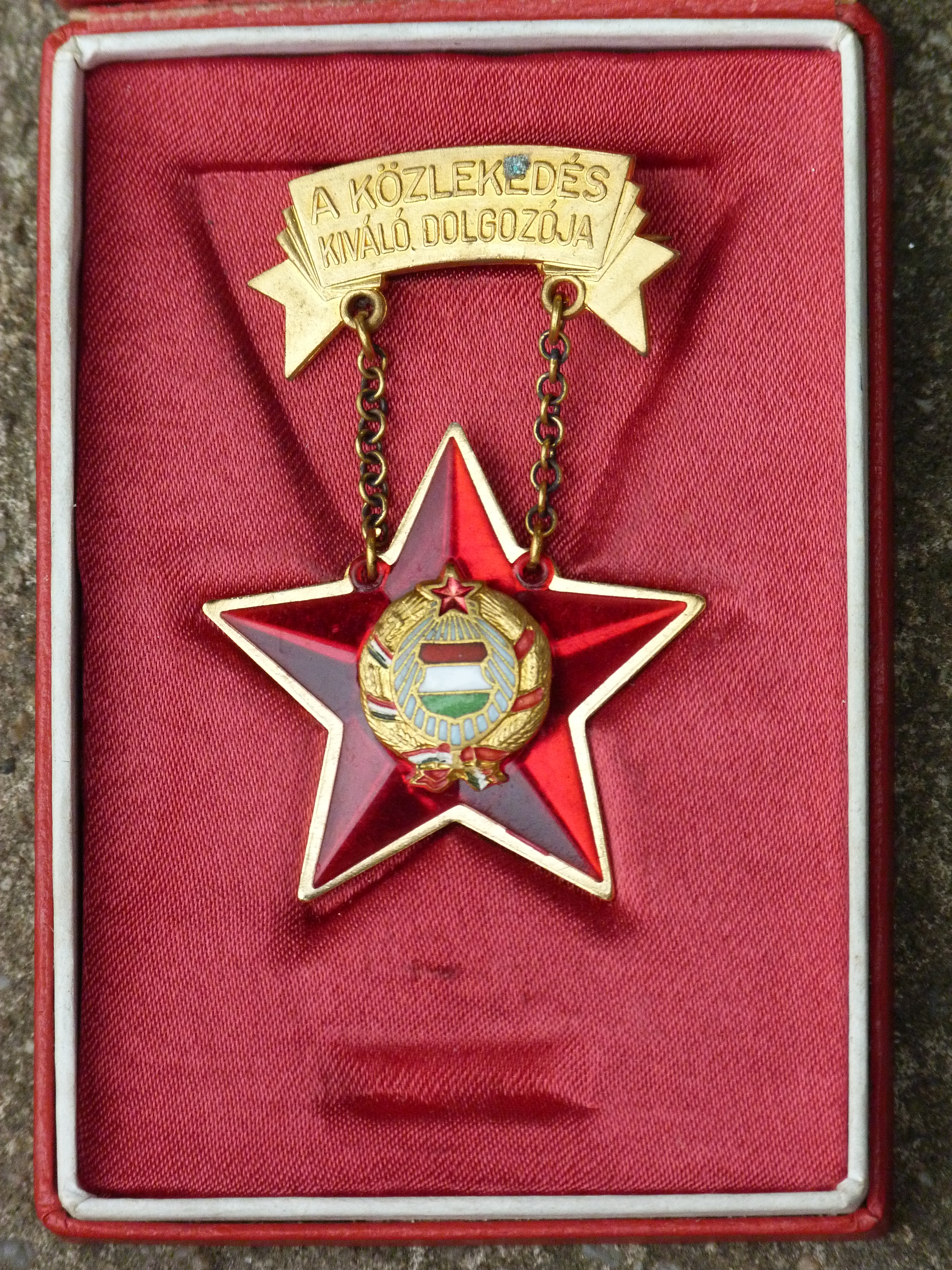
A Közlekedés Kiváló Dolgozója – 1960-as évek

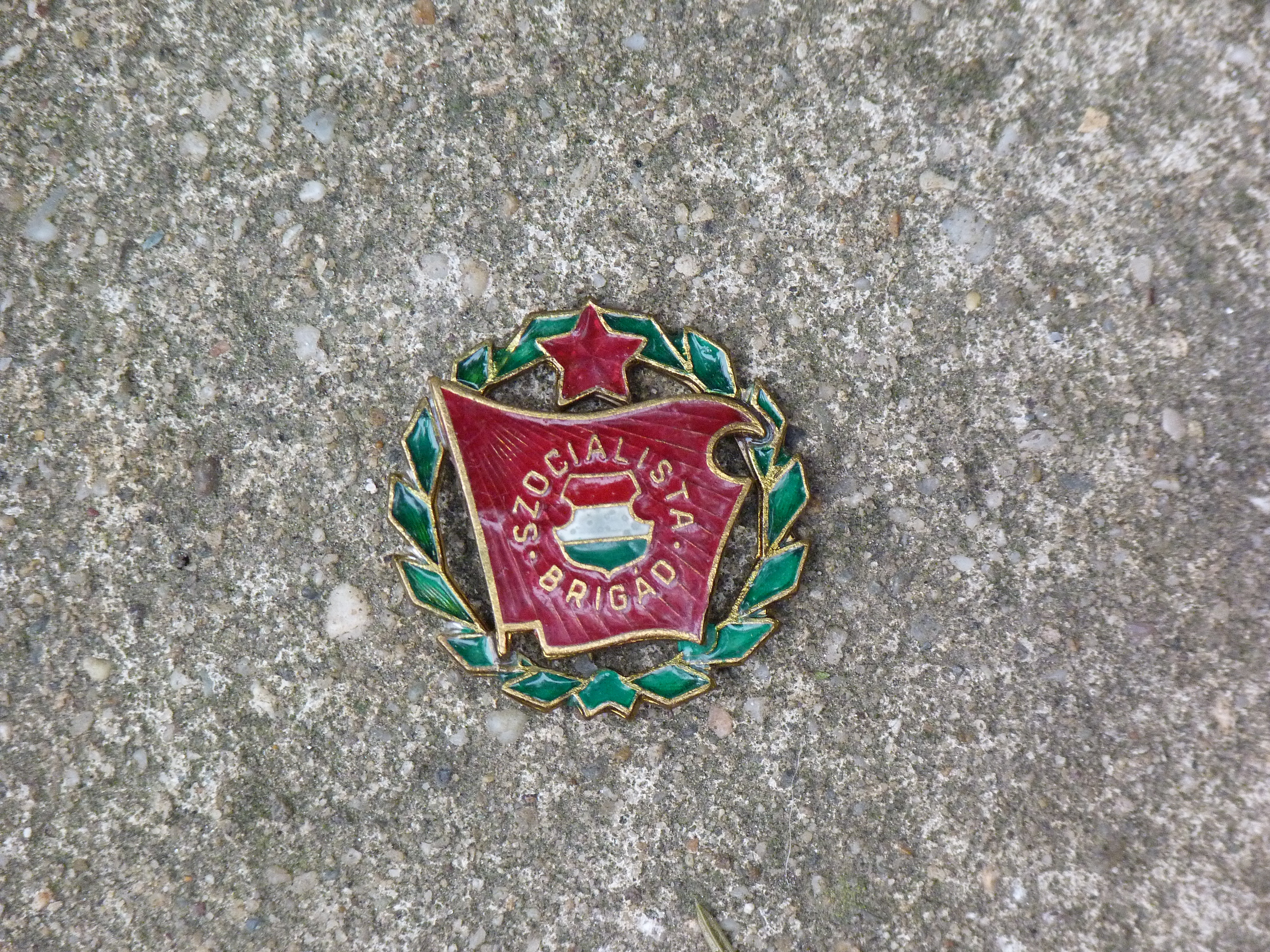
Szocialista Brigád

A legmagasabb kitüntetések, a rendjelek és kitüntető címek adományozására a kollektív államfői testület, az Elnöki Tanács volt jogosult. Az általa adományozott kitüntetéseket közkeletűen, de tévesen kormánykitüntetésnek nevezték. A minisztertanács által adományozott kitüntetések egy fokkal alacsonyabb helyet foglaltak el a hierarchiában. Ezután következtek a miniszterek és a helyi önkormányzati szervek, a tanácsok által adományozott kitüntetések, valamint a társadalmi és tömegszervezetek által adományozott kitüntető jelvények. A kitüntetéseken kevés kivétellel dominált a vörös csillag és/vagy a vörös zászló. Fontos kivétel volt a legmagasabb kitüntetések közé tartozó Magyar Népköztársaság Zászlórendje, amelynek fő motívuma a nemzeti zászló volt. Ezt, különösen a gyémántokkal ékesített változatát adományozták külföldi államfőknek is. Szocialista viszonylatban inkább a rubinokkal ékesített változata került előtérbe a vörös szín miatt. Kiemelkedő kulturális teljesítményekért pedig ennek a kitüntetésnek a babérkoszorúval ékesített változatát adományozták.
Gyakori kitüntetés volt a Munka Érdemrend, amit – különösen annak alacsonyabb fokozatait – főleg a gazdasági életben elért teljesítmények nyomán adományoztak. A Vörös Csillag érdemrend ennek a fegyveres erők tagjai számára adományozott megfelelője volt.
Különleges privilégiumokkal (félárú vasúti kedvezmény, évi kéthetes kedvezményes üdülés, munkahely, lakhatás biztosítása) járt a Szocialista Hazáért érdemrend, amivel főleg a második világháború előtti forradalmi mozgalomban folytatott tevékenységet honorálták.
A minisztertanács által adományozott kitüntetések közé került az Állami Díj és a Kossuth-díj, amelyek komoly anyagi juttatásokkal is jártak. Nagy presztízse volt a Magyar Népköztársaság Kiváló Művésze, illetve Érdemes Művésze kitüntető címeknek.
Különleges helye volt a minisztertanács által adományozott kitüntetések között a Munkás-paraszt Hatalomért emlékéremnek, amit az 1956-os „ellenforradalom” leverésében való részvételért adományoztak 1957-ben. Az ezzel kitüntetett személyek gyermekeit minden, koruknak megfelelő oktatási intézménybe, így az egyetemekre is, fel kellett venni, ha a felvételi vizsgán megfeleltek, azaz a gyakori, helyhiány miatti elutasításról nem lehetett szó.

### A rendszerváltás után
Az 1991. évi XXXI. törvény a Magyar Köztársaság kitüntetéseiről, és az ezt módosító 2000. évi XI. törvény szerint a Magyar Köztársasági Érdemrend (katonai illetve polgári tagozat) Nagykeresztje a lánccal, Nagykeresztje, Középkeresztje a csillaggal, Középkeresztje, Tisztikeresztje és Lovagkeresztje voltak a legmagasabb kitüntetések. Ezt követték a Magyar Köztársasági Arany, Ezüst és Bronz Érdemkeresztek. Fontos szerepe volt az 1956-os Emlékérem adományozásának is a rendszerváltás során.
2001-ben újjáalapították a Magyar Corvin-láncot. 2002 után a szocialista kormányok nem adták ki ezt a díjat, de 2011-től újra megkezdték annak adományozását.
2011 decemberében az Országgyűlés módosította az állami kitüntetések rendjét. Ennek értelmében a Magyar Szent István Rend lett a legmagasabb magyar állami kitüntetés, melyet a Magyar Corvin-lánc, a Magyar Becsület Rend, valamint a Magyar Érdemrend és Magyar Érdemkereszt követ.

## A kitüntetések külalakja

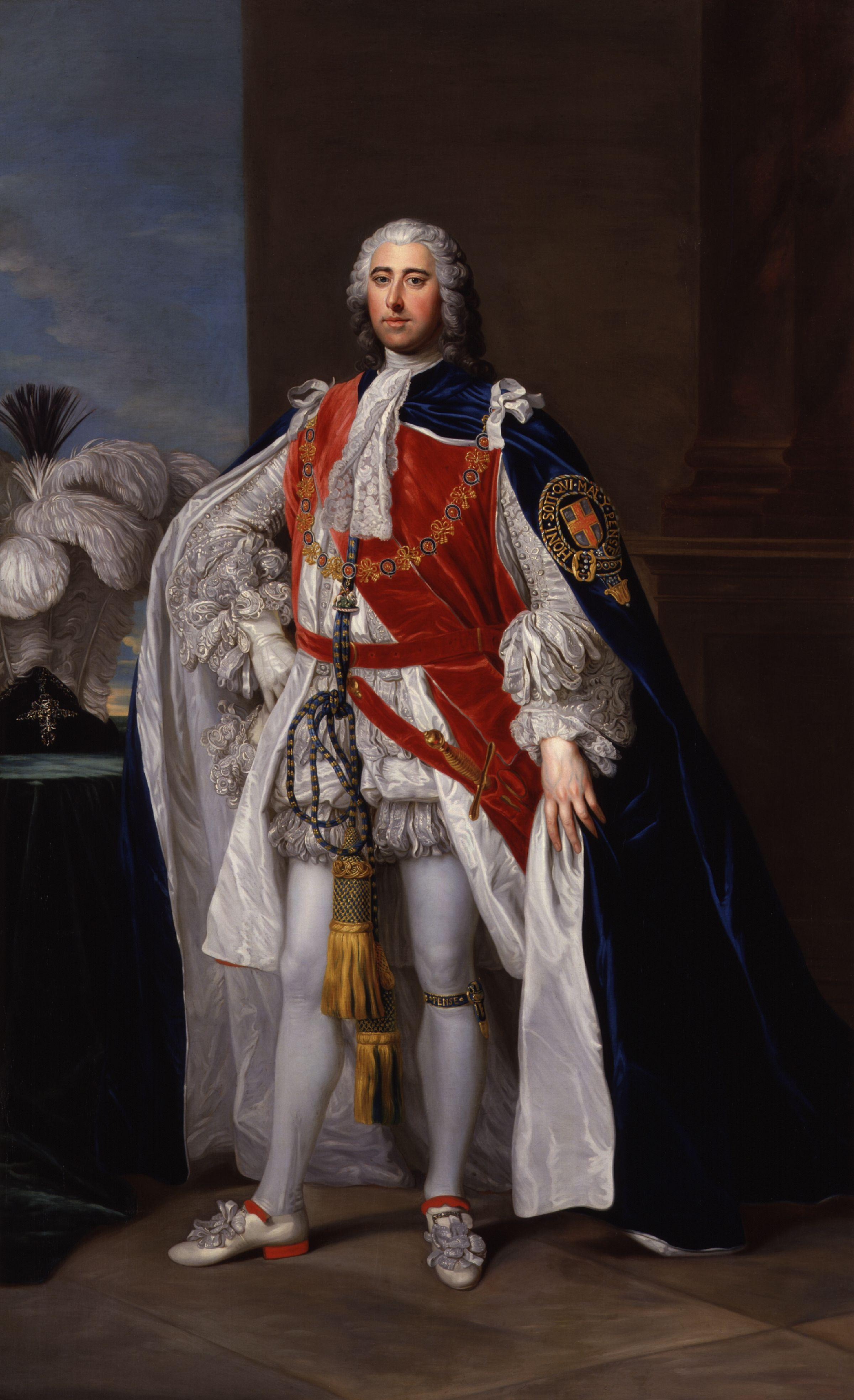
A Térdszalagrendet a bal térd alatt viselték

A kitüntetések legősibb alakjai a korona (fejék), a nyakék (például a kelta torques), a kör alakú érem. A kereszt az ibériai reconquista idején jelent meg mint az egyházi lovagrendek jelképe. Minden lovagrendet más színű és formájú kereszt jelképezett, amelyek egyben viselőjüknek a rendi hierarchiában elfoglalt helyét is tükrözték valamilyen formában. A világi lovagrendeket létrehozójuk gyakran profán jelképekkel igyekezett megkülönböztetni az egyháziaktól, mint az Aranygyapjas rend, a Térdszalagrend, vagy a dán Elefánt rend esetében, mely utóbbi jelvénye egy fehér zománcos elefánt. Később aztán a világi rendek, majd az érdemrendek esetében is egyre gyakoribb lett a kereszt formája. A kereszt elnevezés kiterjedt a rendek fokozatainak jelzésére – nagykereszt, középkereszt, lovagkereszt – még akkor is, ha a rendjelvény nem volt kereszt alakú.
A viselhető kitüntetéseknek természetesen alkalmazkodniuk kell a kor ruházatához. A régi rendek tagjainak a középkorban, de még a 19. században is díszes, nehéz selyemből, bársonyból készült öltözékük volt, amelyen jól mutattak a nagy csillagok, láncok, széles vállszalagok.
Az uralkodó által adományozott rendjelek viselése általában kötelező volt, különös tekintettel bizonyos alkalmakra. De egy magyar nyelvű szakkönyv már 1840-ben megjegyezte, hogy „ezen szabály most már olly szoros értelemben nem vétetik”, vannak, akik az új divat szerint vagy csak a rend csillagát viselik a vállszalag nélkül, vagy a szalagot kicsinyített formában, két gomblyukon áthúzva hordják, illetve a szalagon a rendjelnek a kicsinyített mását helyezik el. A 19. század végére általában rendeletileg szabályozták a kitüntetések kicsinyített formában történő viselésének szabályait is.
A csillag eleinte a lovag- és érdemrendek magasabb fokozatainál jelent meg, esetenként a szalagon függő rendjel mellre tűzhető kicsinyített változataként. Ez utóbbi divatja a 16. században, Angliából terjedt el.
A kitüntetés tervezője igyekszik a korának megfelelő forma kialakításával tükröztetni a kitüntetés adományozójának szándékait, az elismerés eszmei tartalmát. A felhasználható szimbólumok általában adottak, a kor társadalmi rendjének, államformájának jelképeiből – címerek, nemzeti színek és más jelképek – kell kiindulni. Közvetlenül utalhatnak az elismerés céljára és tartalmára a kitüntetésen elhelyezett jelmondatok, feliratok, ábrák, valamint az eredetileg a felerősítésére szolgáló szalag is. A szalagnak azonban ennél sokkal nagyobb a szerepe: színei, formái révén a kitüntetés szerves részének számít. Általában a szalag jelzi a kitüntetés fokozatát is. A modern kitüntetések esetében gyakori megoldás, hogy a szalag kicsinyített alakban jelképezi az egész kitüntetést.
A korona alkalmazása a kitüntetéseken értelemszerűen a királyságot jelképezi. A koszorú az ősi babérkoszorúból ered, manapság általában kulturális kitüntetések alkalmazzák, de lehet hadi díszítmény is. A francia becsületrend esetében viszont a köztársasági államformát jelképezi.
Az ötágú vörös csillag a nemzetközi munkásmozgalom egyik jelképéből vált a szocializmus, kommunizmus eszméjének szimbólumává, és így a szocialista országok kitüntetéseinek egyik fő elemévé.
A katonai kitüntetéseknek sajátos, külön jelrendszerük alakult ki (babérkoszorú, kardok, újabban géppisztolyok). A katonai kitüntetések a viselési sorrendben általában megelőzik a hasonló fokozatú polgári elismeréseket.
A kitüntetések fokozatát általában anyaguk is tükrözi. A magasabb fokozatok aranyból vagy aranyozva, az alacsonyabbak ezüstből vagy ezüstözve, vagy bronzból, illetve más fémből (leggyakrabban tombakból) készülhetnek. A legmagasabb fokozatot, illetve az „osztályon felüli” kiadást jelezheti az igazi ékkövekkel történő díszítés.

## A kitüntetések elfogadásának, visszautasításának rendje, gyakorlata
A középkori és korábbi kitüntetések elutasítása természetesen felségsértés lett volna. A 19. században azonban már kialakult a lehetőség a nem kívánt kitüntetések elhárítására. Az adományozó titkársága általában jóelőre értesítette a kitüntetendő személyt a szándékról, és így az elől egy levélben ki lehetett térni. Ez nemzetközi viszonylatban különösen fontos volt a diplomáciai súrlódások elkerülése érdekében. A magyar minisztertanács 1922 szeptemberében a Magyar Vöröskereszt Érdemcsillagával szerette volna kitüntetni Vilma holland királynőt, Warren G. Hardingot, az USA elnökét és XI. Pius pápát. Az utóbbi két személyiség azonban az előzetes puhatolózásra jelezte, hogy a kitüntetést a saját hagyományaik miatt nem fogadhatja el.

## A kitüntetésekkel foglalkozó tudományok
A kitüntetések témakörével a falerisztika tudománya foglalkozik. (A görög phalera szóból, ami az ókorban a katonai érdemekért adományozott, a mellen, eredetileg a harci lovak szügyén viselt kör- vagy félhold alakú kitüntető érmeket jelenti.) A kutatók a rendjeleket, kitüntetéseket művelődéstörténeti anyagként gyűjtik, rendszerezik, tudományosan feldolgozzák.
A ruházaton nem viselhető érmek, plakettek a numizmatika tárgykörébe tartoznak. A kitüntetések tudománya szorosan kapcsolódik a heraldikához is, mivel sok kitüntetés alkotórésze egy címer, vagy annak része. Fordított kapcsolat is előfordul, amikor egyes családi címerek része vagy kiegészítője lett egy rendjel. Az uralkodók pedig gyakran országuk legmagasabb kitüntetését ábrázolták címereiken, és ily módon a rendi jelvények az állami címerekbe is bekerülhettek. Nagy-Britannia állami címerében jelenleg is szerepel a Térdszalagrend, a Francia Köztársaság címerét a Becsületrend lánca övezi. Az osztrák császári címert az Aranygyapjas rend, az orosz cári címert a Szent András rend lánca díszítette.

## A kitüntetések gyűjtésének története
A régiségek, antik tárgyak gyűjtése a reneszánsz idején indult meg. A kitüntetéseket, rendjeleket leggyakrabban éremszerű külalakjuk miatt a numizmatika keretén belül gyűjtötték, de mivel a fémpénzeknél sokkal kisebb számban készültek, lényegesen nehezebb volt hozzájuk jutni. Ráadásul a rendek alapszabályában általában rögzítették, hogy a tulajdonos halála után a rendjeleket be kellett szolgáltatni a rend kancelláriájához. Különös uralkodói kegynek számított, ha az örökösök megőrizhették a rendjelet. Természetesen a tulajdonos által a saját költségére készített rendi jelvényekre a beszolgáltatási kötelezettség nem vonatkozott. Ebből következően éppen az egyes rendek tulajdonában alakultak ki az első nagyobb gyűjtemények az elhunyt tagok örökösei által visszaszolgáltatott darabokból. A legmagasabb osztrák-magyar kitüntetés, a Katonai Mária Terézia Rend magyar tagjainak kitüntetései Bécsben maradtak, majd a Monarchia felbomlása után Magyarországra kerültek. A Habsburg uralkodók által adományozott és kapott kitüntetések nagy gyűjteménye található ma is Bécsben a Hofburg kincstárában, illetve a Heeresmuseum gyűjteményében.
A rendjelek, kitüntetések módszeres gyűjtése Magyarországon csak a 20. században indult meg, de egyes darabok korábban is eljutottak a múzeumokba híres emberek személyes ereklyéjeként vagy nemesfém-tartalmuk miatt. A Magyar Nemzeti Múzeum Érem- és Régiségtárának 1846 óta vezetett Érmészeti szerzeményi naplójában 1847-ben jelent meg az első, rendjelre vonatkozó bejegyzés: Zsigmond Ferenc Károly budai szőnyeggyáros a francia Becsületrend IV. osztályú keresztjét adományozta a múzeumnak.
A kitüntető érmek a nagy numizmatikai magángyűjteményekbe is bekerültek. az 1901-ben elhunyt Delhaes István, aki több mint 19 000 tárgyból álló gyűjteményét hagyta a Nemzeti Múzeumra, a pénzérmék között több mint 4000 emlékérmet és rendjelet is összegyűjtött. A Berchtold grófi családnak egy sor magyar vonatkozású anyagot is tartalmazó gyűjteményét azonban Berchtold Lipót gróf, a Monarchia későbbi közös külügyminisztere külföldön elárvereztette. A gyűjteménynek csak a lajstroma maradt ránk, ami szerint abban szerepelt egy ezüst Sárkányrend, egy ezüst 1848-as katonai rendjel, egy-egy arany Szent István-rend és Mária Terézia-rend is.
A magángyűjtemények anyaga e tárgykörben is gyakran külföldre vándorolt, mielőtt még a közgyűjtemények gondozói egyáltalán tudomást szerezhettek volna létezésükről. Előfordult azonban az is, hogy magángyűjteményben maradtak fenn olyan értékes emlékek, amelyek a közgyűjteményekben a háborús események során megsemmisültek.
A 20. század végére a magyar közgyűjtemények közül a Magyar Nemzeti Múzeum és a Hadtörténeti Intézet és Múzeum rendjel- és kitüntetésgyűjteménye emelkedett ki. A magyar kutatók elsősorban az osztrák-magyar anyag gyűjtésére specializálódtak.